# 小行星1877
小行星1877（1877 Marsden），天文學臨時編號1971 FC，是一個位於小行星帶的小行星，於1971年3月24日被湯姆·赫雷爾斯發現於帕洛馬山天文台。
該小行星以英國天文學家布萊恩·馬斯登命名。

## 外部連結
- JPL Small-Body Database Browser on 1877 Marsden （页面存档备份，存于）

| 前一小行星： 1876 Napolitania | 小行星列表 | 後一小行星： 1878 Hughes |